# Casais (Monchique)
Casais é uma aldeia no concelho de Monchique, na região do Algarve, em Portugal.

## História

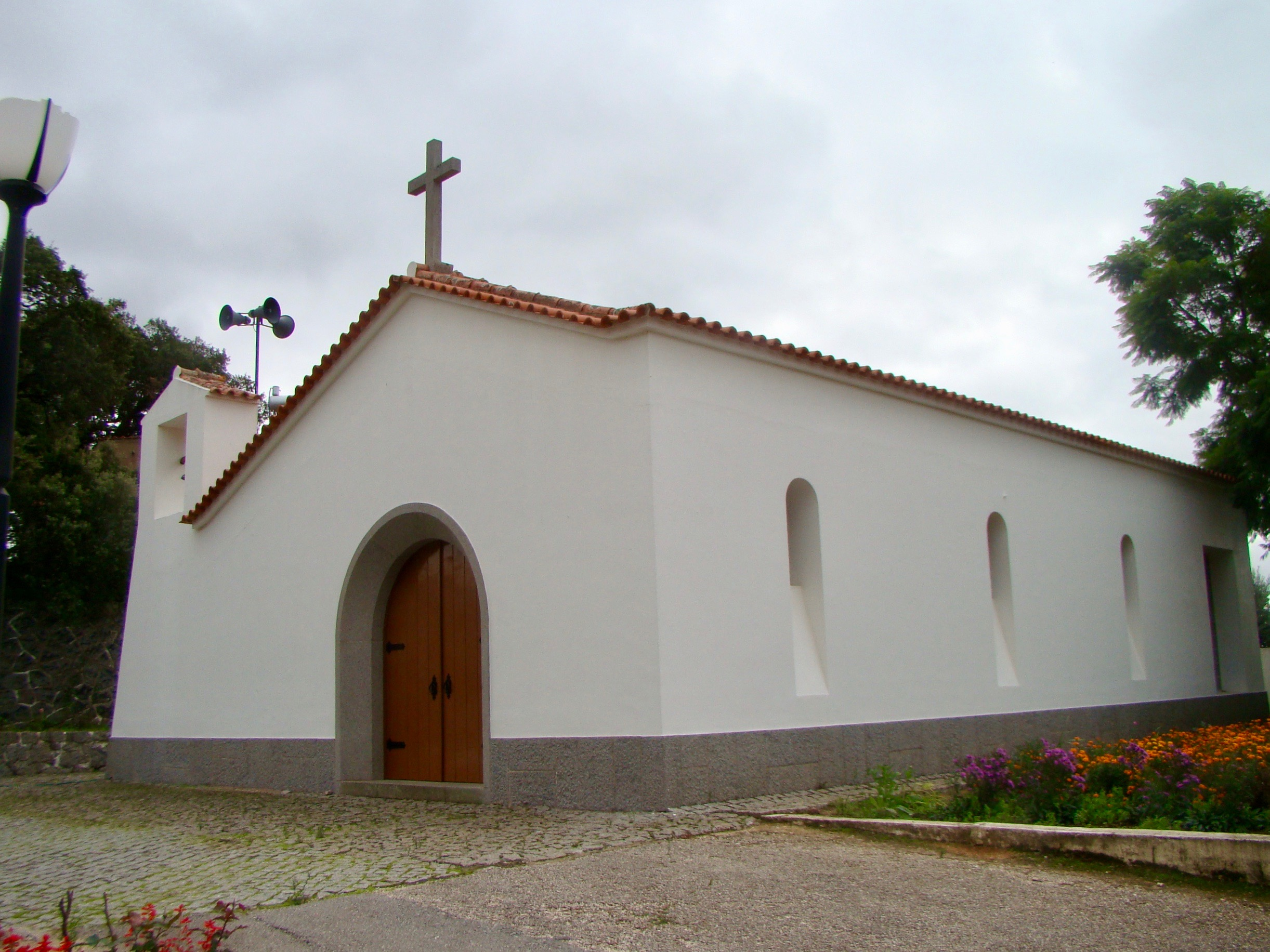
Capela de Casais, em 2018.

Segundo o censo feito em 1911, a aldeia de Casais possuía 180 habitantes e 43 fogos. Segundo uma descrição feita pelo prior David Netto em 1917, a povoação tinha 47 fogos, e era composta essencialmente por uma rua larga com várias travessas, passando por ela a estrada municipal de Marmelete a Monchique.
Num artigo escrito pelo investigador José António Gascon no jornal Notícias do Sul de 10 de Março de 1929, a aldeia de Casaes foi descrita como «um povoado composto de uma larga rua e diferentes travessas passando-lhe ao meio a estrada municipal de Monchique a Marmelete. Tem 47 fogos e é situado a 8 quilómetros do sopé de sudoeste da Foia, sitio ameno, aprasivel, dando nele tambem todas as produções do baixo Algarve, e sendo a sua estrada, coleando pelos recortes das montanhas, d'uma grande beleza, e atravessando essa linda e fertil região em que se inclue o fertil e rico Vale de [ilegível - Nave?] uma das coisas mais belas de Monchique. A curta distância desta povoação encontra-se a conhecida Quinta de Santo Antonio, em que está a capela do mesmo nome.»